# Chuoni FC
Der Chuoni FC ist ein sansibarischer Fußballverein aus Unguja.
Der Verein trägt seine Heimspiele im 15.000 Zuschauer fassenden Amaan Stadium aus. Bisher hat der Klub keine Erfolge nachzuweisen. Mit dem 2. Platz 2013 in der heimischen Premier League qualifizierte er sich erstmals für den afrikanischen Wettbewerb, wo er bereits in der Vorrunde scheiterte.

## Statistik in den CAF-Wettbewerben
| Wettbewerb                 | Runde    | Gegner      | Hinspiel | Rückspiel |  |
| -------------------------- | -------- | ----------- | -------- | --------- |  |
|                            |          |             |          |           |  |
| CAF Confederation Cup 2014 | Vorrunde | How Mine FC | 0:4 (A)  | 1:2 (H)   |  |